# Hombre lobo (película de 2025)
Hombre lobo (en inglés: Wolf Man) es una película de terror estadounidense de 2025 dirigida y coescrita por Leigh Whannell. Un reinicio de la franquicia El hombre lobo, la película está protagonizada por Christopher Abbott, Julia Garner, Matilda Firth y Sam Jaeger. La trama sigue a un hombre de familia que busca proteger a su esposa e hija de un hombre lobo, solo para infectarse y transformarse lentamente en la criatura. Jason Blum produce junto con su sello Blumhouse Productions.
La película fue anunciada en 2014 e iba a ser parte del Universo Oscuro, un universo cinematográfico compartido centrado en los Monstruos de Universal. Después del fracaso de La Momia (2017), Universal cambió su enfoque hacia películas independientes. El éxito de El hombre invisible (2020) de Whannell reavivó el interés de Universal en la franquicia Monsters. Aceptaron una propuesta de Ryan Gosling, quien también iba a protagonizar el film, para una nueva película de El hombre lobo dirigida por Derek Cianfrance . Sin embargo, Cianfrance abandonó el proyecto en 2023 y Gosling abandonó el papel, mientras que Whannell asumió la dirección con un nuevo elenco. La fotografía principal tuvo lugar en Nueva Zelanda a principios de 2024.
Wolf Man fue estrenada en Estados Unidos por Universal Pictures el 17 de enero de 2025. La película recibió críticas mixtas y recaudó 34,1 millones de dólares.

## Argumento
En 1995, la desaparición de un excursionista en las remotas montañas de Oregón desata especulaciones sobre un virus vinculado a la vida salvaje de la región. Durante un viaje de caza en la zona, un joven Blake Lovell y su severo padre Grady descubren una misteriosa criatura que acecha en el bosque y se esconden en un puesto de caza elevado. Al regresar a casa, Blake descubre que por la noche, su padre se había vuelto obsesionado con cazar a la misteriosa criatura que tanto descubrieron en el proceso y además, no le prestaba tanta atención a Blake.
Treinta años después, un adulto Blake vive en San Francisco con su hija Ginger y su esposa Charlotte, una adicta al trabajo. Al igual que su padre, ahora distanciado, lucha por controlar su temperamento, lo que genera tensiones en su matrimonio. Un día, recibe un certificado de defunción de Grady tras su desaparición y las llaves de la casa de su infancia. Decide pasar ahí las vacaciones familiares, en un intento de reparar su relación con Charlotte.
En busca de direcciones, se encuentran con un lugareño, Derek, que los guía hasta la casa mientras se está anocheciendo. Antes de que lleguen, una criatura los saca de la carretera, araña el brazo de Blake y se lleva a Derek. Blake conduce frenéticamente a su familia hasta la casa, enciende el generador y bloquea la entrada para protegerlos del monstruo que está afuera. Con el brazo ensangrentado e infectado, Blake comienza a mostrar signos de enfermedad: pierde dientes, suda profusamente y experimenta sensibilidad al ruido. Al escuchar a la criatura, acerca la oreja a una puerta lateral, pero el monstruo le agarra el pie a través de la puerta para mascotas y lo lastima aún más antes de que Charlotte lo detenga golpeándolo con un martillo.
Charlotte se preocupa cada vez más a medida que Blake pierde algunas funciones motoras y su capacidad de hablar y entenderla. Su cabello comienza a caerse, al igual que más dientes y uñas, con colmillos y garras creciendo, haciendo que su visión se distorsiona. El pelo crece en su cuerpo y para luchar contra el dolor en su brazo, Blake lo muerde como un animal, para terror de Charlotte. Ella ve un auto destartalado afuera y logra arrancarlo. Antes de que la familia pueda irse, la criatura rompe el parabrisas, lo que los obliga a buscar refugio sobre un invernadero. Blake le hace una señal a Charlotte para que lleve a Ginger de regreso a la casa y corre en la dirección opuesta para hacer que el monstruo lo siga.
Momentos después, Blake regresa cojeando y más deformado. Vomita un dedo cortado y se acerca amenazadoramente a Charlotte, asustándola a ella y a Ginger. Al darse cuenta del peligro en el que los pone, se prepara para irse, pero la criatura encuentra la manera de entrar y los ataca. Blake se interpone entre el monstruo y su familia, y en la lucha, muerde el cuello de la criatura y la mata. Al reconocer un tatuaje en su brazo, Blake se da cuenta de que el monstruo es su padre infectado. Corre afuera, las etapas finales de su transformación de hombre lobo se están afianzando. Incapaz de controlarse, ataca a su familia, que huye a un granero cercano.
Blake se abre paso a zarpazos, usando su nueva visión nocturna para escabullirse hacia ellos en la oscuridad, pero es atrapado por una trampa para osos que Charlotte había colocado. Se muerde el pie atrapado y continúa persiguiéndolos mientras Charlotte y Ginger huyen al bosque circundante y se esconden en un escondite de caza mientras sale el sol. Blake sube y Charlotte le apunta con un rifle. Al darse cuenta de que Blake está sufriendo y quiere morir, la familia comparte una última mirada mientras Blake se lanza y Charlotte le dispara fatalmente. Consuelan a un Blake moribundo antes de salir del bosque, admirando la belleza de un valle que una vez describió haber visto cuando era niño.

## Reparto
- Christopher Abbott como Blake Lovell
  - Zac Chandler como el joven Blake Lovell
- Julia Garner como Charlotte Lovell, la esposa de Blake
- Matilda Firth como Ginger Lovell, la hija de Blake y Charlotte.
- Sam Jaeger como Grady Lovell, el padre distanciado de Blake, el abuelo de Ginger y el suegro de Charlotte.
  - Ben Prendergast como la forma de hombre lobo de Grady
- Benedict Hardie como Derek Kiel
- Leigh Whannell como Dan Kiel (voz)

## Producción

### Desarrollo
En julio de 2014, Universal Pictures anunció su plan para una franquicia cinematográfica compartida, más tarde denominada Dark Universe, centrada en su biblioteca de Universal Monsters, que incluiría The Wolf Man. En noviembre de 2014, se confirmó que Aaron Guzikowski escribiría el reinicio de The Wolf Man de Universal. En junio de 2016, Deadline Hollywood informó sobre rumores de que Dwayne Johnson fue considerado para el papel principal. En octubre, contrataron a David Callaham para reescribir el guion. En 2017, La Momia se estrenó como la primera película del Universo Oscuro ; su lanzamiento fue un fracaso tanto crítico como comercial y resultó en que Universal decidiera cambiar su enfoque en la narración individual y alejarse del concepto de universo compartido con la cancelación de El Hombre Lobo y otras películas en desarrollo.

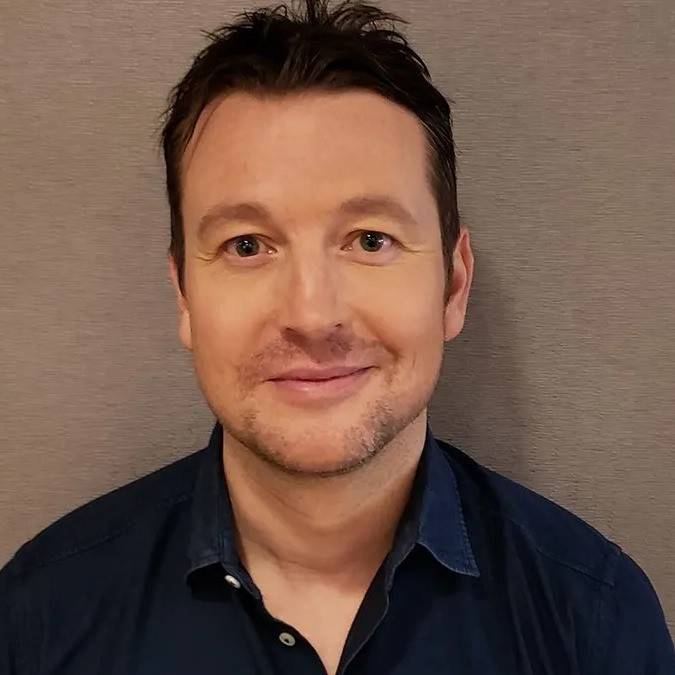
El éxito de la anterior película de monstruos de Whannell inspiró a Universal a hacer El Hombre Lobo.

El reportero Justin Kroll dijo que el éxito crítico y comercial de El hombre invisible de Leigh Whannell para Universal "descartó el concepto de universo" y flexibilizó las restricciones para el talento delante y detrás de la cámara, permitiéndoles decidir cómo querían ejecutar sus películas en términos de presupuesto y clasificación de la MPAA e invitar a "talentos de renombre" a presentar sus ideas. A principios de 2020, Universal había estado escuchando ideas de proyectos durante un año y medio de cineastas que buscaban desarrollar personajes en la franquicia. Estas reuniones incluyeron la propuesta de Ryan Gosling de rehacer El hombre lobo y protagonizar la película, con Lauren Schuker Blum y Rebecca Angelo escribiendo un guion descrito como tonalmente similar a Nightcrawler (2014). Por esta época, el maquillador Mike Marino moldeó una versión temprana del hombre lobo. 
Varios cineastas fueron considerados para dirigir, incluido Cory Finley, cuya película Thoroughbreds (2017) supuestamente fue del agrado de Universal, y Whannell, a quien Jason Blum de Blumhouse Productions (productor de varios de sus proyectos, incluido The Invisible Man ) le aconsejó que lo reconsiderara después de rechazar inicialmente.  (En febrero de 2020, Whanell había mencionado su interés en hacer una película de hombres lobo durante una entrevista de prensa para The Invisible Man.) En julio de 2020, Whannell entró en negociaciones para escribir un tratamiento cinematográfico y dirigirlo. Él y su esposa Corbett Tuck coescribieron el primer borrador de su versión aprovechando el sentimiento de confinamiento y aislamiento causado por la pandemia de COVID-19 para abordar la inevitabilidad de la enfermedad y la muerte, ambientando la historia principalmente en un lugar para hacer que el drama sea "íntimo", y basándose en temas de paternidad y matrimonio. La enfermedad que contrae el personaje principal en la película pretende parecerse a enfermedades neurodegenerativas como la ELA, que mató a un amigo cercano de Whannell; una escena eliminada involucraba a la madre de Blake, afectada por ELA.

### Preproducción
Después de que Whannell abandonara el proyecto debido a conflictos de programación, Derek Cianfrance inició negociaciones para escribir y dirigir en octubre de 2021, después de haber dirigido a Gosling en Blue Valentine (2010) y The Place Beyond the Pines (2012). La película recibió luz verde oficialmente alrededor del final de las huelgas de Hollywood de 2023. En diciembre de 2023, se informó que Cianfrance y Gosling abandonaron el proyecto debido a conflictos de programación, y Whannell regresó para hacerse cargo de la dirección del guion que coescribió con Tuck, mientras que Cianfrance recibió crédito por material literario adicional fuera de la pantalla. Gosling, que conservó el crédito de productor ejecutivo, fue reemplazado por Christopher Abbott en el papel principal. Abbott fue el primer actor al que Whannell contactó para el papel a través de Zoom, ya que estaba familiarizado con su trabajo; al día siguiente, Whannell vio a Abbott interpretar la obra off-Broadway Danny and the Deep Blue Sea (2023) junto a Aubrey Plaza en el Lucille Lortel Theatre en el West Village de Manhattan mientras usaba muletas debido a una rótula rota, lo que selló su decisión de elegirlo.
Durante la preproducción, Whannell organizó proyecciones semanales de películas para su equipo en un teatro dentro del estudio donde se filmó la película, con selecciones como El resplandor (1980), La cosa (1982), La mosca (1986), Little Children (2006), Blue Valentine (2010), Amour (2012) y Under the Skin (2013).  En 2024, Julia Garner, Sam Jaeger y Matilda Firth se unieron al elenco. Wolf Man fue el tercer proyecto entre Abbott y Garner, después de Martha Marcy May Marlene (2011) y un episodio de la quinta temporada de Girls (2016). Para prepararse para el papel, Abbott vio horas de videos de animales en YouTube para comprender el lenguaje corporal del lobo. Garner entrevistó a madres trabajadoras sobre las presiones sociales que sufren las mujeres y sugirió que su personaje atravesara las siete etapas del duelo a lo largo de la película, que se desarrolla en una noche, después de leer libros sobre el duelo y la pérdida.  

### Rodaje
La fotografía principal comenzó el 17 de marzo de 2024, y Nueva Zelanda sustituyó a Oregón.  Las escenas del bosque se filmaron en Queenstown, en la Isla Sur, mientras que los decorados de la granja (la casa, el granero y el invernadero) se construyeron dentro de Lane Street Studios de Wellington, en la Isla Norte, con Upper Hutt como campamento base de la producción. El exterior de la casa fue construido en una granja cercana en Mangaroa.  Ruby Mathers fue la diseñadora de producción. Whannell y el director de fotografía Stefan Duscio (su tercera película después de Upgrade y The Invisible Man ) fueron influenciados por el "enfoque realista" del director de fotografía Roger Deakins en Prisoners (2013) y Sicario (2015).  Los cambios de luz para transmitir cambios en las perspectivas de los personajes se lograron prácticamente en el set ajustando manualmente las luces. El camión de mudanzas que se precipita por un acantilado tuvo que ser importado de Estados Unidos para tener el asiento del conductor a la izquierda. El equipo de efectos especiales tardó seis días en desmontarlo, aligerarlo y volver a montarlo sobre un marco de soporte personalizado; el trabajo tuvo que completarse sin soldar, cortar ni esmerilar debido a la prohibición de hacer fuego como resultado de un período seco en la zona. Para la secuencia del invernadero se utilizó una grúa Technocrane de 50 pies.
Arjen Tuiten y Pamela Goldammer fueron los diseñadores de prótesis y efectos especiales de maquillaje y los artistas clave, respectivamente. Whannell compiló una lista de diseños de hombres lobo, como los interpretados por Lon Chaney Jr. en la película original The Wolf Man (1941) y David Naughton en An American Werewolf in London (1981) y los incluidos en The Howling (1981) y Dog Soldiers (2002), antes de decidirse por uno; se inspiró en la versión de Heath Ledger del Joker para formar un diseño original para un personaje establecido. Whannell se basó en el primer diseño del hombre lobo de Tuiten, que Tuiten le mostró por primera vez haciendo un modelo de tamaño natural. La aplicación de la prótesis en Abbott tomó entre dos horas y media y siete horas y media dependiendo de la etapa de la transformación. 

### Postproducción
La distorsión vocal para transmitir la disminución de la capacidad de Blake para comprender el lenguaje humano se realizó superponiendo el diálogo en sentido inverso. El compositor Benjamin Wallfisch y el editor Andy Canny, quienes trabajaron en The Invisible Man, regresaron para Wolf Man. Al igual que The Invisible Man, la banda sonora se grabó en AIR Studios en Londres. Para la pieza final, "Goodbye", que suena durante el final de la película, Whannell le pidió a Wallfisch, quien inicialmente había escrito "algo un poco sobrio e inquietante" para la escena, que compusiera una pista para que la película terminara con una "gran nota emocional" inspirada en el cierre, "Denouement", para la banda sonora de El hombre invisible. La mezcla de sonido se completó en Warner Bros. Studios Burbank. Se emplearon efectos visuales para la perspectiva cada vez más animal del personaje para agregar neblina, insectos generados por computadora, piel translúcida para revelar las venas y ojos brillantes con reflejos retrorreflectantes. : 15 La película costó 25 dólares. millones para producir.

## Marketing
En agosto de 2024, durante Halloween Horror Nights de Universal en Orlando, un stand reveló el logotipo y la imagen teaser de la película, y el 4 de septiembre, un actor subió al escenario para una sesión de fotos actuando como el hombre lobo de la película. El diseño del hombre lobo (una criatura con una "cabeza calva", "cabello largo y blanco en la parte posterior de la cabeza y como vello facial", "dedos largos y huesudos" y "dientes afilados") provocó reacciones divisivas de los usuarios en línea y los periodistas.
El 6 de septiembre, Universal lanzó un avance, un póster y una sinopsis. Hannah Shaw-Williams de /Film sugirió que el momento del lanzamiento del avance fue para "controlar los daños" por el diseño del hombre lobo que fue mal recibido, y destacó la ausencia de la criatura titular en el avance.  Whannell describió la revelación del diseño como una "debacle", ya que Universal lo hizo sin discutirlo con él ni con el maquillador de la película, Arjen Tuiten; intentó detenerlo sin éxito llamando a Jason Blum y luego replicó que era "como juzgar el maquillaje de Freddy Krueger por un disfraz en Spirit Halloween". La firma de análisis de redes sociales RelishMix informó que el marketing en línea generó 136,5 millones de interacciones, un 50% por detrás del promedio de un estreno de terror amplio. Resumiendo el boca a boca del público, escribió: "Los comentarios con tendencias negativas sobre Wolf Man hacen que algunos espectadores se sientan ofendidos por el aspecto de la película, desde la cinematografía hasta el diseño de la criatura titular".

## Estreno
Wolf Man fue estrenada en Estados Unidos por Universal Pictures el 17 de enero de 2025, incluyendo participaciones en IMAX, 4DX, ScreenX y D-Box .  Su lanzamiento estaba previsto inicialmente para el 25 de octubre de 2024. El estreno de la película en Hollywood en el Teatro Chino TCL el 7 de enero fue cancelado debido al incendio de Palisades.

### Medios domésticos
El 30 de enero de 2025, se anunció que Wolf Man estaría disponible en plataformas digitales el 4 de febrero de 2025 por Universal Studios Home Entertainment . La película se estrenará en 4K Ultra HD, Blu-Ray y DVD el 18 de marzo. 2025.

## Recepción

### Taquillas
Hasta el 13 de marzo de 2025, Wolf Man ha recaudado 20,7 millones de dólares en Estados Unidos y Canadá y 13,4 millones de dólares en otros territorios, para un total mundial de 34,1 millones de dólares. 
En Estados Unidos y Canadá, Wolf Man se estrenó junto con One of Them Days y se proyectó que recaudaría entre 15 y 21 millones de dólares. millones de 3.354 salas de cine en su primer fin de semana de cuatro días dedicado a MLK.  Variety dijo que no se esperaba que los incendios forestales en Los Ángeles afectaran el desempeño de taquilla de la película, y que la recepción del público determinaría su éxito. La película recaudó 4,5 millones de dólares. millones en su primer día, incluyendo un estimado de $1.4 Millones de preestrenos del jueves por la noche. La película debutó con $10,9 millones en su primer fin de semana (y un total de $12,3 millones durante el período de cuatro días), quedando por debajo de las proyecciones y terminando tercera en la taquilla detrás de One of Them Days y la remanente Mufasa: The Lion King (en su quinto fin de semana).   Deadline Hollywood señaló que la recaudación de apertura fue menor que la de 17,9 millones de dólares de Wolf en 1994 (sin ajustar por inflación). Las pantallas IMAX y de formato grande premium representaron el 41% de la taquilla de apertura, y las encuestas de salida indicaron que el 50% de los asistentes vieron la película debido al género.
En su segundo fin de semana, la película terminó séptima en taquilla después de sumar $3.4 millones adicionales;   Screen Rant describió la caída del 70.2% como "severa" e "inusual incluso para los estándares del género de terror", comparándola con la caída del 72% en el segundo fin de semana experimentada por el fracaso de taquilla de Blumhouse, Afraid en 2024.  El 26 de enero, el productor Jason Blum expresó su decepción con el desempeño de taquilla de la película en un tuit que luego fue eliminado. La película salió de la lista de los diez primeros de taquilla en su tercer fin de semana.

### Respuesta crítica
En el sitio web de reseñas Rotten Tomatoes, el 50% de las 247 críticas de los críticos son positivas, con una calificación promedio de 5.6/10. El consenso del sitio web dice: "El intento del director Leigh Whannell de darle una dimensión psicológica fresca al Hombre Lobo se produce a expensas de los sustos adecuados, aunque los fanáticos del horror corporal aún encontrarán algunos bocados sabrosos para masticar". Metacritic, que utiliza un promedio ponderado, le asignó a la película una puntuación de 50 sobre 100, basada en 49 críticos, lo que indica críticas "mixtas o promedio". Las audiencias encuestadas por CinemaScore le dieron a la película una calificación promedio de "C-" en una escala de A+ a F, mientras que los encuestados por PostTrak le dieron un puntaje general positivo del 54%, con un "muy bajo" 34% diciendo que "definitivamente la recomendarían".
The Hollywood Reporter tuvo críticas positivas, criticando el diálogo pero elogiando las actuaciones y la tensión. El Chicago Tribune describió la película como una película que ofrece una primera mitad "astuta, paciente y engañosamente buena", pero una segunda mitad lenta.  NME le dio cuatro estrellas de cinco, escribiendo que a pesar de un diseño de criaturas poco convincente y temas fuertes, la película tiene un ritmo enérgico y ofrece secuencias de acción intensas y claustrofóbicas. La revista Rolling Stone opinó que la película combina ambiciosamente el horror corporal y el trauma familiar con un peso alegórico, pero si bien ofrece momentos apasionantes y buenas actuaciones, en última instancia se queda corta con los tropos de terror familiares y una ejecución desigual.  En una reseña más mixta, Time Out lo calificó como una exploración atmosférica y ocasionalmente inquietante de la paternidad y la transformación que, a pesar de los mejores esfuerzos de Abbott y los momentos efectivos de horror corporal, carecía de la profundidad emocional y los sustos necesarios para elevarlo al nivel de sus influencias como The Fly.
Vulture criticó la decisión de Whannell de hacer la película sobre la transformación. Describieron la película como visualmente impactante pero poco desarrollada, con escenas llenas de suspenso pero caracterizaciones superficiales y una exploración decepcionante de sus temas, dejándola con una sensación de incompleta y emocionalmente ingrávida. IndieWire calificó a Wolf Man como una oportunidad perdida, mezclando lo que llamaron una premisa prometedora sobre los miedos de los padres con una ejecución decepcionante marcada por efectos especiales poco convincentes, una falta de tensión genuina y una exploración confusa de sus temas, sucumbiendo a una narración predecible y elementos de terror poco inspirados a pesar de los intentos de Whannell de darle un núcleo emocional sólido al monstruo clásico. Associated Press criticó la película como un reinicio lento y decepcionante que desperdició su premisa clásica del monstruo con temas confusos, sustos poco inspirados y una falta de profundidad emocional o narrativa, calificándola con cero de cuatro estrellas.